# Campeonato Europeo de Karate de 2019
El LIV Campeonato Europeo de Karate se celebró en Guadalajara (España) entre el 28 y el 31 de marzo de 2019 bajo la organización de la Federación Europea de Karate (EKF) y la Real Federación Española de Karate.
Las competiciones se realizaron en el Palacio Multiusos de la ciudad castellana.

## Calendario
| C | Clasificación | F | Finales |

| Marzo de 2019 | Ju 28  | Vi 29  | Sá 30  | Do 31  |        |        |
| Kumite        | Kumite | Kumite | Kumite | Kumite | Kumite | Kumite |
| ------------- | ------ | ------ | ------ | ------ | ------ | ------ |
| –60 kg        | C      |        | F      |        |        |        |
| –67 kg        | C      |        | F      |        |        |        |
| –75 kg        | C      |        | F      |        |        |        |
| –84 kg        | C      |        | F      |        |        |        |
| +84 kg        | C      |        | F      |        |        |        |
| Equipos       |        | C      |        | F      |        |        |
| Kata          |        |        |        |        |        |        |
| Individual    | C      |        | F      |        |        |        |
| Equipos       |        | C      |        | F      |        |        |

| Marzo de 2019 | Ju 28  | Vi 29  | Sá 30  | Do 31  |        |        |
| Kumite        | Kumite | Kumite | Kumite | Kumite | Kumite | Kumite |
| ------------- | ------ | ------ | ------ | ------ | ------ | ------ |
| –50 kg        | C      |        | F      |        |        |        |
| –55 kg        | C      |        | F      |        |        |        |
| –61 kg        | C      |        | F      |        |        |        |
| –68 kg        | C      |        | F      |        |        |        |
| +68 kg        | C      |        | F      |        |        |        |
| Equipos       |        | C      | F      |        |        |        |
| Kata          |        |        |        |        |        |        |
| Individual    | C      |        | F      |        |        |        |
| Equipos       |        | C      |        | F      |        |        |

## Medallistas

### Masculino
| Evento                     | Oro                                                                                                 | Plata | Bronce |
| -------------------------- | --------------------------------------------------------------------------------------------------- | --- | --- |
| Kumite –60 kg (30.03)      | Yevgueni Plajutin · Rusia                                                                           | Angelo Crescenzo · Italia                                                                                             | Eray Şamdan Turquía Emil Pavlov Macedonia del Norte |
| Kumite –67 kg (30.03)      | Steven Da Costa Francia                                                                             | Mario Hodžić · Montenegro                                                                                             | Stefan Pokorny · Austria · Yves Martial Tadissi · Hungría |
| Kumite –75 kg (30.03)      | Luigi Busà · Italia                                                                                 | Rafael Ağayev Azerbaiyán                                                                                              | Joe Kellaway · Inglaterra · Stanislav Horuna · Ucrania |
| Kumite –84 kg (30.03)      | Uğur Aktaş Turquía                                                                                  | Antosn Isakau · Bielorrusia                                                                                           | Ivan Kvesić · Croacia · Nikola Malović · Montenegro |
| Kumite +84 kg (30.03)      | Jonathan Horne · Alemania                                                                           | Slobodan Bitević Serbia                                                                                               | Anđelo Kvesić · Croacia · Aisman Qurbanlı · Azerbaiyán |
| Kumite por equipos (31.03) | Turquía Uğur Aktaş Enes Bulut Muratcan Deniz Erman Eltemur Murat Öz Burak Uygur Alparslan Yamanoğlu | Serbia Vladimir Brežančić Ljubiša Marić Marko Martinović Uroš Mijalković Đorđe Salapura Đorđe Tešanović Bogdan Trikoš | España · Pablo Arenas Zapata · Raúl Cuerva Mora · Matías Gómez García · Rodrigo Ibáñez Sáenz-Torre · Marcos Martínez Velilla · Alejandro Molina Arencón · Babacar Seck Croacia · Enes Garibović · Anđelo Kvesić · Ivan Kvesić · Ivan Martinac · Ante Mrvičić · Stjepan Štimac · Zvonimir Živković |
| Kata individual (30.03)    | Damián Quintero Capdevila · España                                                                  | Ali Sofuoğlu Turquía                                                                                                  | Roman Heydərov · Azerbaiyán · Mattia Busato · Italia |
| Kata por equipos (31.03)   | España · José Manuel Carbonell López · Sergio Galán López · Francisco Salazar Jover                 | Turquía Kutluhan Duran Emre Vefa Göktaş Ali Sofuoğlu                                                                  | Rusia · Maxim Xenofontov · Mehman Rzayev · Emil Skovorodnikov Italia · Gianluca Gallo · Alessandro Iodice · Giuseppe Panagia |

### Femenino
| Evento                     | Oro                                                                            | Plata                                                          | Bronce |
| -------------------------- | ------------------------------------------------------------------------------ | -------------------------------------------------------------- | --- |
| Kumite –50 kg (30.03)      | Sophia Bouderbane Francia                                                      | Bettina Plank · Austria                                        | Jelena Milivojčević Serbia Serap Özçelik Arapoğlu Turquía                                                                                          |
| Kumite –55 kg (30.03)      | Jennifer Warling Luxemburgo                                                    | Tuba Yakan Turquía                                             | Amy Connell Escocia Ivet Goranova Bulgaria |
| Kumite –61 kg (30.03)      | Merve Çoban Turquía                                                            | Tjaša Ristić Eslovenia                                         | Anita Seroguina · Ucrania · Ingrida Suchánková · Eslovaquia                                                                                        |
| Kumite –68 kg (30.03)      | Alizée Agier Francia                                                           | Elena Quirici · Suiza                                          | Silvia Semeraro · Italia · Katrine Pedersen · Dinamarca                                                                                            |
| Kumite +68 kg (30.03)      | Laura Palacio González · España                                                | Eleni Jatziliadu · Grecia                                      | Meltem Hocaoğlu · Turquía · Titta Keinänen · Finlandia                                                                                             |
| Kumite por equipos (30.03) | Ucrania · Halyna Melnyk · Anita Seroguina · Diana Shostak · Anzhelika Terliuga | Turquía Yıldız Aras Merve Çoban Eda Eltemur Meltem Hocaoğlu    | Italia · Lorena Busà · Clio Ferracuti · Laura Pasqua · Silvia Semeraro Alemania · Jana Bitsch · Shara Hubrich · Johanna Kneer · Madeleine Schröter |
| Kata individual (30.03)    | Sandra Sánchez Jaime · España                                                  | Viviana Bottaro · Italia                                       | Alexandra Feracci Francia Dilara Eltemur Turquía                                                                                                   |
| Kata por equipos (31.03)   | España · Lidia Rodríguez Encabo · Raquel Roy Rubio · Marta Vega Letamendi      | Italia · Carola Casale · Terryana D'Onofrio · Michela Pezzetti | Portugal · Mariana Belo · Ana Cruz · Patrícia Esparteiro Rusia · Polina Kotliarova · Irina Troitskaya · Mariya Zotova                              |

## Medallero
| Núm. | País                | Oro | Plata | Bronce | Total |
| ---- | ------------------- | --- | ----- | ------ | ----- |
| 1    | España              | 5   | 0     | 1      | 6     |
| 2    | Turquía             | 3   | 4     | 4      | 11    |
| 3    | Francia             | 3   | 0     | 1      | 4     |
| 4    | Italia              | 1   | 3     | 4      | 8     |
| 5    | Rusia               | 1   | 0     | 2      | 3     |
| 5    | Ucrania             | 1   | 0     | 2      | 3     |
| 7    | Alemania            | 1   | 0     | 1      | 2     |
| 8    | Luxemburgo          | 1   | 0     | 0      | 1     |
| 9    | Serbia              | 0   | 2     | 1      | 3     |
| 10   | Azerbaiyán          | 0   | 1     | 2      | 3     |
| 11   | Austria             | 0   | 1     | 1      | 2     |
| 11   | Montenegro          | 0   | 1     | 1      | 2     |
| 13   | Bielorrusia         | 0   | 1     | 0      | 1     |
| 13   | Eslovenia           | 0   | 1     | 0      | 1     |
| 13   | Grecia              | 0   | 1     | 0      | 1     |
| 13   | Suiza               | 0   | 1     | 0      | 1     |
| 17   | Croacia             | 0   | 0     | 3      | 3     |
| 18   | Bulgaria            | 0   | 0     | 1      | 1     |
| 18   | Dinamarca           | 0   | 0     | 1      | 1     |
| 18   | Escocia             | 0   | 0     | 1      | 1     |
| 18   | Eslovenia           | 0   | 0     | 1      | 1     |
| 18   | Finlandia           | 0   | 0     | 1      | 1     |
| 18   | Hungría             | 0   | 0     | 1      | 1     |
| 18   | Inglaterra          | 0   | 0     | 1      | 1     |
| 18   | Macedonia del Norte | 0   | 0     | 1      | 1     |
| 18   | Portugal            | 0   | 0     | 1      | 1     |
|      | TOTAL               | 16  | 16    | 32     | 64    |